# 1956년 하계 올림픽 아프가니스탄 선수단
1956년 하계 올림픽 아프가니스탄 선수단은 오스트레일리아 멜버른과 스웨덴 스톡홀름에서 개최된 1956년 하계 올림픽에 참가한 올림픽 아프가니스탄 선수단이다.

## 참고 자료
- (영어) “Afghanistan at the 1956 Melbourne Summer Games”. SR/Olympic Sports. 2009년 1월 21일에 원본 문서에서 보존된 문서. 2011년 9월 22일에 확인함.